# Державний російський драматичний театр імені Володимира Короленка
Державний Російський Драматичний театр імені В. Г. Короленка (рос. Государственный Русский Драматический театр имени В.Г. Короленко) — державний російський драматичний театр у столиці Удмуртії (Росія) місті Іжевську, провідна театральна драматична сцена Республіки.

## Загальні дані
Державний Російський Драматичний театр імені В. Г. Короленка розташований у спеціально зведеній функціональній будівлі неподалік від середмістя Іжевська за адресою:
вул. К. Маркса, буд. 188, м. Іжевськ-426057 (Удмуртська Республіка, Росія).
Нині директоркою театру є заслужений працівник культури Удмуртії Кудрявцева Стелла Олександрівна, головний режисер закладу — Народний артист Удмуртії, заслужений діяч мистецтв Удмуртії Сафонов Володимир Іванович.

## З історії театра

### Утворення і довоєнний період
Державний російський драматичний театр в Іжевську було утворено 1 вересня 1935 року згідно з Постановою Раднаркому УдАРСР від 11 червня того ж року. Прем'єрною виставою новоствореного театру стала п'єса «Аристократы», показ якої відбувся з повним аншлагом 20 жовтня 1935 року. А першим художнім керівником закладу став Н.М. Цертелєв.
Яскравими виставами перших років роботи театру стали «Маскарад» М. Лермонтова, «Анна Каренина» Л. Толстого, «Без вины виноватые» О. Островського. А першою примою театру стала актриса Ванда Євреїнова (однією з перших вона отримала звання заслуженої артистки УдАРСР). Корифеями сцени того часу також були яскравий актор заслужений артист Удмуртії Борис Гальнбек; актор і режисер, що чимало років працював у театрах Удмуртії заслужений артист Удмуртської республіки, заслужений діяч мистецтв Удмуртії Соломон Гляттер (постановник спектаклів «Три сестры», «Мертвые души», «Иркутская история»); а також актори — заслужений артист РРФСР, народний артист Удмуртії А. Пастунов, заслужені артисти Удмуртії А. Горюнова, О. Невська, Л. Самсонова, К. Котова, А. Грозін, режисери — А. Скибневський, І. Фельдман, М. Шнейдерман, Н. Шуров.
У травні 1941 року згоріла будівля об'єднаного театру російської і удмуртської драми. Частина трупи була переведена до Сарапула.
Діяльність закладу була перервана початком німецько-радянської війни. Однак по перерві у воєнний час творчий колектив підготував концертні програми, з якими виступав перед солдатами у шпиталях, селянами і робітниками, що працювали на фронт, — у совгоспах, на заводах і фабриках. Паралельно репетирувались спектаклі — у репертуарі воєнних років вистави антифашистського, військового і патріотичного спрямування «Русские люди», «Двенадцатая ночь», «Батальон идет на Запад», «Нашествие», а також класика («Сирано де Бержерак»).
У цей трагічний для всієї радянської країни період засяяла зірка удмуртського театру актора Михайла Алешковського (віддав закладові майже півстоліття творчої наснаги). 

### Іжевська Російська драма у повоєнний час
У 1946 році театр повернувся до Іжевська. 23 лютого того ж року відбулися входини у його новозведене приміщення. Прем'єрною виставою у новій будівлі стала постановка п'єси удмуртського драматурга І. Гаврилова «Азин».
1961 року театрові було присвоєно ім'я видатного українського та російського письменника і громадського діяча В. Г. Короленка.
У 1970—1980 роки яскравими постановками театру були спектаклі «Мария Стюарт», «Старомодная комедия», «Вечно живые» за участю заслуженого артиста РРФСР І. Смагіна, народних артисток Удмуртської АРСР Н. Малісової, Є. Романової, заслужених артистів Удмуртської АРСР В. Воронцова, Г. Любченко, П. Рекеца, Є. Трифонова, артистів В. Костицина, Г. Смаглюк, Л. Шарикової, Є. Шишина, І. Шнейдермана.
На зламі епох, на межі 1980—1990-х років з'явились нові яскраві постановки «Диктатура совести» М. Шатрова, «Самоубийца» Н. Ердмана, «Звезды на утреннем небе» А. Галіна, «Черный человек, или Я бедный Сосо Джугашвили» В. Коркія.
Помітними подіями в театральному житті міста та республіки останніх років (1990—2000-і рр.) стали прем'єри спектаклів «Бал воров» за п'єсою Ж. Ануя, «Коварство и любовь» за п'єсою Ф. Шіллера, «Федра» за п'єсою Ж. Расіна, «Театр» за п'єсою М. Фрейна, «Екатерина Великая» за п'єсою Б. Шоу, «Безумный день или женитьба Фигаро» П. Бомарше, «Зойкина квартира» М. Булгакова, «Барин, Полина и петух» В. Ольшанського, «Пока она умирала» Н. Птушкіної, «Облом off» М. Угарова тощо.

## Чинний репертуар і творчий склад
У чинному репертуарі Державного Російського Драматичного театра імені В. Г. Короленка:
- «Зойкина квартира» М. Булгакова;
- «Облом off» М. Угарова;
- «Барин, Полина и Петух» за мотивами оповідань М. Лєскова у постановці В. Ольшанського;
- «Безумный день, или Женитьба Фигаро» П. Бомарше   тощо.

До теперішнього творчого складу театра належать заслужені артисти Росії та народні артисти Удмуртії А. Мазі, В. Свєчников, народні артисти Удмуртії О. Слободчикова, Ю. Малашин, Н. Ротов, заслужені артисти Удмуртії Г. Аносова, Т. Князєва, А. Баров, А. Лобач, І. Слободчиков тощо.

## Виноски
1. ↑  Постановление Правительства Удмуртской Республики № 966 от 17.09.2001
2. ↑  Дирекція [Архівовано 2008-09-15 у Wayback Machine.] на Офіційна вебсторінка театру [Архівовано 2009-09-05 у Wayback Machine.] (рос.)
3. ↑  Державний Російський Драматичний театр імені В. Г. Короленка [Архівовано 4 березня 2016 у Wayback Machine.] на Офіційне інтернет-представництво Удмуртської Республіки [Архівовано 14 жовтня 2018 у Wayback Machine.] (рос.)
4. ↑  Репертуар театру [Архівовано 6 вересня 2009 у Wayback Machine.] на Офіційна вебсторінка театру [Архівовано 5 вересня 2009 у Wayback Machine.] (рос.)